# Симодатэ (княжество)
Княжество Симодатэ (яп. 下館藩 Симодатэ-хан) — феодальное княжество (хан) в Японии периода Эдо (1589—1871). Симодатэ-хан располагался в провинции Хитати (современная префектура Ибараки).

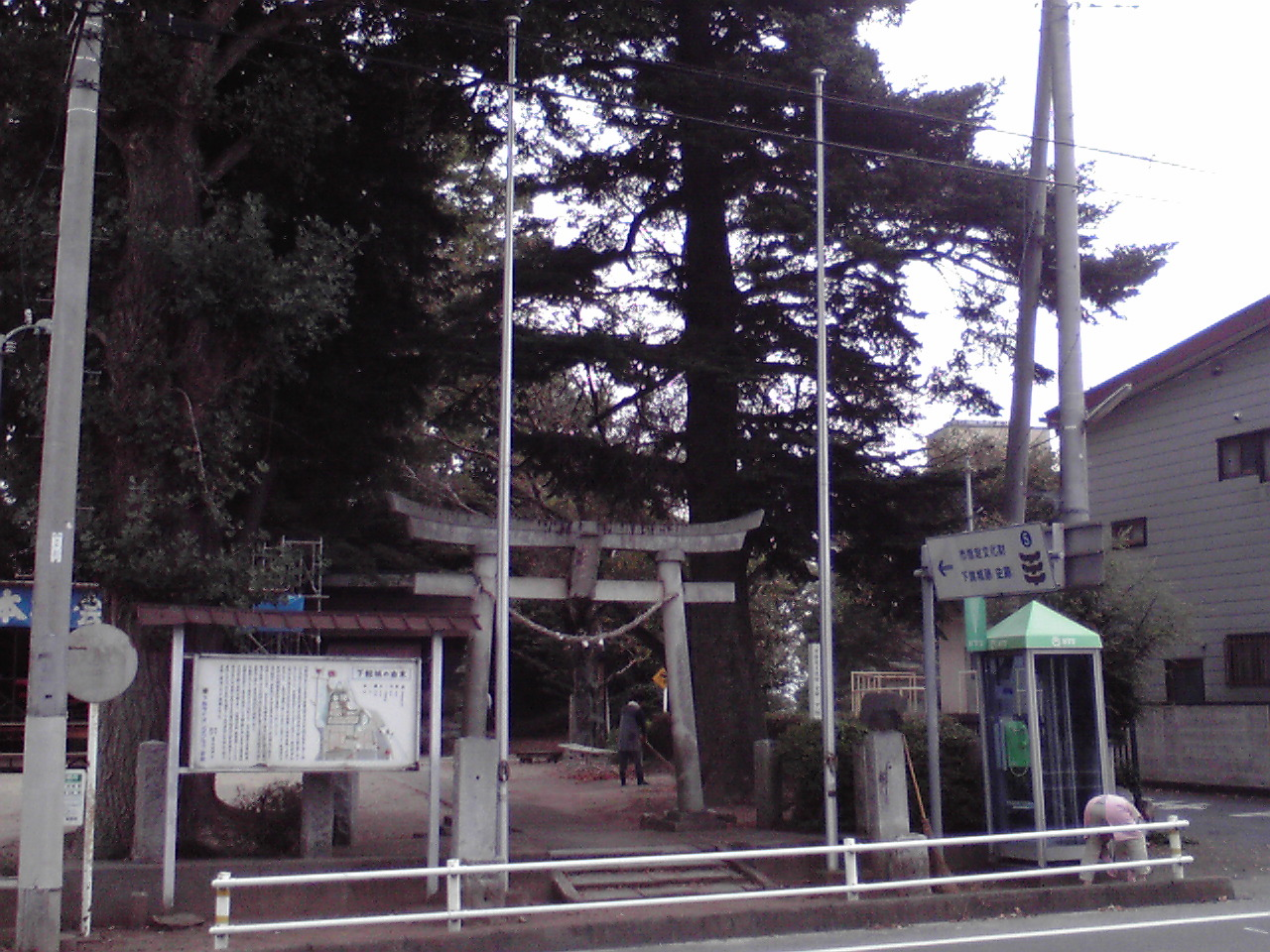
Вход в замок Симодатэ, административный центр Симодатэ-хана

Административный центр хана: Замок Симодтэ в провинции Хитати (современный город Тикусей, префектура Ибараки).
Доходы хана:
- 1589—1639 годы — 31-32 000 коку риса
- 1639—1642 годы — 50 000 коку риса
- 1663—1702 годы — 23 000 коку риса
- 1703—1732 годы — 50 000 коку риса
- 1732—1871 годы — 20 000 коку риса

## История

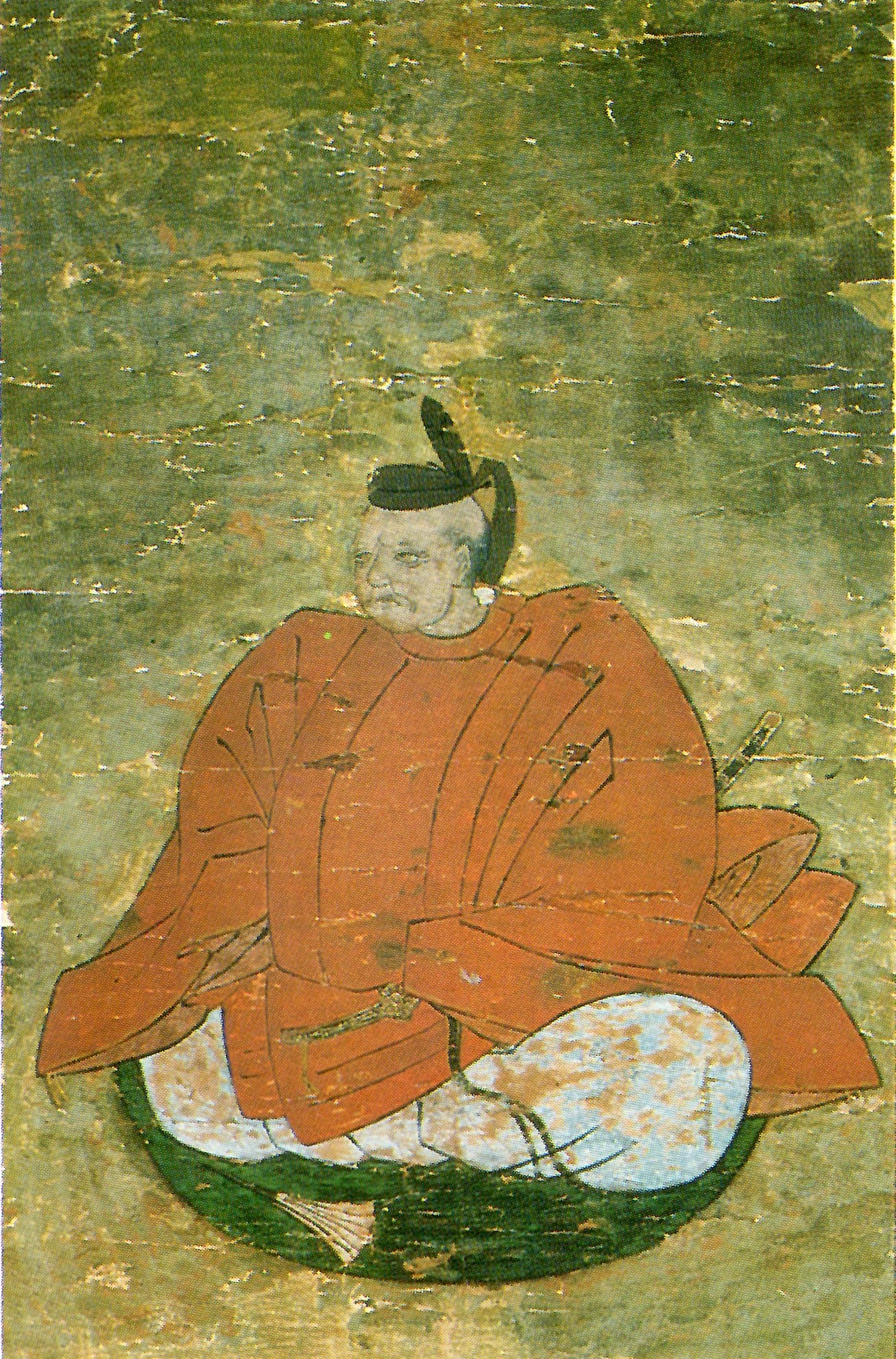
Мидзуноя Кацутоси, 1-й даймё Симодатэ-хана (1589—1606)

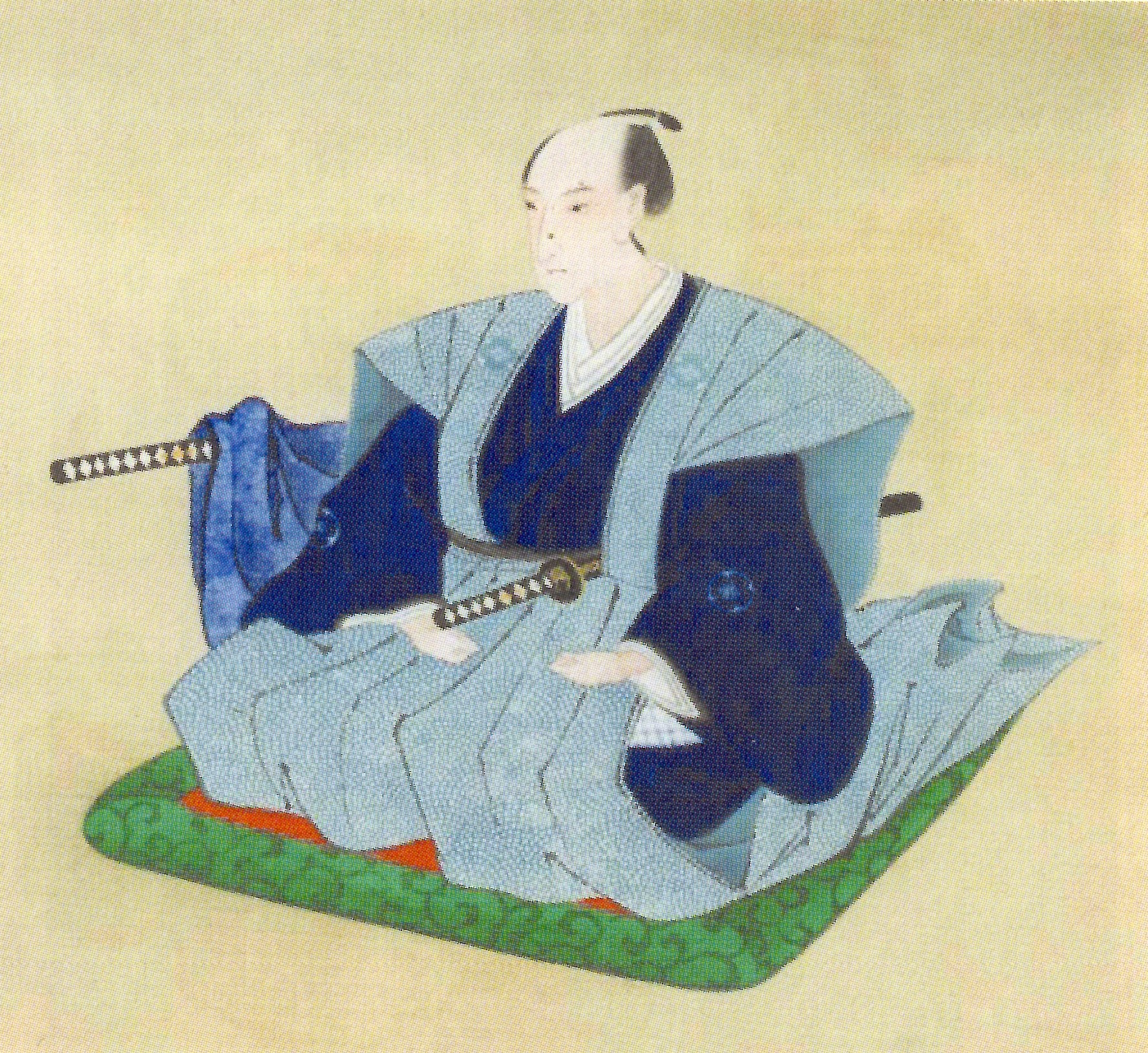
Курода Наокуни, даймё Симодатэ-хана (1703—1732)

В течение периода Сэнгоку область вокруг Симодатэ находилась под контролем клана Юки и принадлежала его вассалам, роду Мидзуноя (Мидзутани). Позднее род Мидзуноя стал вассалом Тоётоми Хидэёси. Несмотря на сильное давление со стороны Исида Мицунари и западных даймё род Мидзуноя поклялся в верности Токугава Иэясу во время битвы при Сэкигахаре в 1600 году. В ответ сёгунат Токугава утвердил за ним 31 000 коку риса. Мидзуноя Кацутака (1542—1606) заложил городской замок и построил несколько храмов, прежде чем его род был переведен в Нарива-хан в провинции Биттю.
В 1639 году Симодатэ-хан получил во владение Мацудайра Ёрисигэ (1622—1695), старший сын Токугава Ёрифусы из Мито-хана. В 1642 году он был переведен в Такамацу-хан в провинции Сануки.
В 1642—1663 годах Симодатэ-хан находился под непосредственным управлением сёгуната Токугава. В 1663 году новым правителем хана стал Масияма Масамицу (1653—1704), 2-й даймё Нисио-хана (1662—1663). В 1702 году он был переведен из Симодатэ в Нагасима-хан в провинции Исэ (1702—1704). В том же 1702 году Симодатэ-хан был передан во владение Иноуэ Масаминэ (1653—1722), который занимал должность вакадосиёри, но он управлял княжеством менее одного месяца и был переведен в Касама-хан в провинции Хитати (1702—1722). Он был заменен младшим членом рода Курода, Курода Наокуни (1667—1735), который в 1732 году был переведен в Нумата-хан в провинции Кодзукэ (1732—1735).
В 1732 году Исикава Фусасигэ (1671—1733), ранее правивший в Канбэ-хане в провинции Исэ (1685—1732), был переведен в Симодтэ-хан. Род Исикава управлял Симодатэ-ханом в течение следующих 130 лет до Реставрации Мэйдзи. В правление клана Исикава княжество стало известно своим производством хлопка. В правлением Исикава Фусатады, 4-го даймё, хан сильно пострадал от наводнений, неурожаев и пожара, который уничтожил большую часть городского замка. Во время последующего голода в княжестве начались крестьянские восстание, хан был близок к банкротству. Исикава Фусатоми, 8-й даймё Симодатэ-хана, пригласил в княжество Сонтоку Ниномия, чтобы начать реформирование хана. Исикава Фусаканэ, последний даймё, служил вакадосиёри в сёгунате Токугава и участвовал в подавлении восстания Тенчу. Во время Войны Босин (1868—1869) даймё Симодатэ-хана перешел на сторону императорского правительства Мэйдзи и был утвержден императором на посту губернатора своего княжества до отмены ханов в 1871 году.
По переписи 1741 года в Симодатэ-хане насчитывалось 12 933 человека и 2 918 домохозяйств, в ходе переписи 1834 года, стало известно, что город Симодатэ имеет населения 1 637 человек и 364 домохозяйств.

## Список даймё
| #                                      | Имя и годы жизни                              | Годы правления | Титул                                | Ранг                        | Кокудара             |
| -------------------------------------- | --------------------------------------------- | -------------- | ------------------------------------ | --------------------------- | -------------------- |
| Род Мидзуноя (тодзама-даймё) 1589—1639 |                                               |                |                                      |                             |                      |
| 1                                      | Мидзуноя Кацутоси (1542-1606) (яп. 水谷 勝俊) | 1589-1606      | Исэ-но-ками (伊勢守)                 | Пятый нижний (従五位下)     | 31,000 коку          |
| 2                                      | Мидзуноя Кацутака (1597-1664) (яп. 水谷 勝隆) | 1606-1639      | Исэ-но-ками (伊勢守)                 | Пятый нижний (従五位下)     | 32,000 коку          |
| Род Токугава (симпан-даймё) 1606—1609  |                                               |                |                                      |                             |                      |
| 1                                      | Мацудайра Ёрисигэ (1622-1695) (яп. 松平 頼重) | 1639-1642      | Укё-но-дайбу (右京大夫); Jiju (侍従) | Четвертый нижний (従四位下) | 50,000 коку          |
|                                        | Сёгунат Токугава                              | 1609-1615      |                                      |                             |                      |
| Род Масияма (фудай-даймё) 1663—1702    |                                               |                |                                      |                             |                      |
| 1                                      | Масияма Масамицу (1653-1704) (яп. 増山 正弥)  | 1663-1702      | Хёбу-но-сё (兵部少輔)                | Пятый нижний (従五位下)     | 23,000 коку          |
| Род Иноуэ (фудай-даймё) 1702—1702      |                                               |                |                                      |                             |                      |
| 1                                      | Иноуэ Масаминэ (1653-1722) (яп. 井上 正岑)    | 1702-1702      | Кавати-но-ками (河内守); Jiju (侍従) | Четвертый нижний (従四位下) | 50,000 коку          |
|                                        | Сёгунат Токугава                              | 1702-1703      |                                      |                             |                      |
| Род Курода (фудай-даймё) 1703—1732     |                                               |                |                                      |                             |                      |
| 1                                      | Курода Наокуни (1667-1735) (яп. 黒田 直邦)    | 1703-1732      | Будзэн-но-ками (豊前守); Jiju (侍従) | Четвертый нижний (従四位下) | 15,000 ->20,000 коку |
| Род Исикава (фудай-даймё) 1732—1871    |                                               |                |                                      |                             |                      |
| 1                                      | Исикава Фусасигэ (1671-1733) (яп. 石川 総茂)  | 1732-1733      | Оми-но-ками (近江守)                 | Четвертый нижний (従四位下) | 20,000 коку          |
| 2                                      | Исикава Фусахару (1693-1744) (яп. 石川 総陽)  | 1733-1740      | Харима-но-ками (播磨守)              | Пятый нижний (従五位下)     | 20,000 коку          |
| 3                                      | Исикава Фусатоки (1718-1770) (яп. 石川 総候)  | 1740-1770      | Вакаса-но-ками (若狭守)              | Пятый нижний (従五位下)     | 20,000 коку          |
| 4                                      | Исикава Фусатада (1755-1795) (яп. 石川 総弾)  | 1770-1795      | Вакаса-но-ками (若狭守)              | Пятый нижний (従五位下)     | 20,000 коку          |
| 5                                      | Исикава Фусацура (1757-1802) (яп. 石川 総般)  | 1795-1802      | Накацука-но-сукэ (中務少輔)          | Пятый нижний (従五位下)     | 20,000 коку          |
| 6                                      | Исикава Фусатика (1788-1808) (яп. 石川 総親)  | 1802-1808      | Оми-но-ками (近江守)                 | Пятый нижний (従五位下)     | 20,000 коку          |
| 7                                      | Исикава Фусацугу (1797-1865) (яп. 石川 総承)  | 1808-1836      | Накацука-но-сукэ (中務少輔)          | Пятый нижний (従五位下)     | 20,000 коку          |
| 8                                      | Исикава Фусатоми (1819-1849) (яп. 石川 総貨)  | 1836-1849      | Оми-но-ками (近江守)                 | Пятый верхний (従五位上)    | 10,000 коку          |
| 9                                      | Исикава Фусаканэ (1841-1899) (яп. 石川 総管)  | 1849-1871      | Вакаса-но-ками (若狭守)              | Пятый нижний (従五位下)     | 20,000 коку          |